# Vescomtat d’Hostoles
El vescomtat d'Hostoles és un títol nobiliari concedit l'any 1474 pel rei Joan II d'Aragó a Francesc de Verntallat, capità i conseller del rei, senyor del castell d'Hostoles (Sant Feliu de Pallerols). Posteriorment, l'any 1928, fou rehabilitat per la seva descendent Mercè de Casanova i de Ferrer, segona posseïdora.

## Vescomtes d'Hostoles
|                               | Titular                       | Període                     |
| Creació per Joan II d'Aragó   | Creació per Joan II d'Aragó   | Creació per Joan II d'Aragó |
| ----------------------------- | ----------------------------- | --------------------------- |
| I                             | Francesc Verntallat           | 1474-                       |
| Rehabilitació per Alfons XIII |                               |                             |
| II                            | Mercè de Casanova i de Ferrer | 1928- ?                     |
| III                           | Manuel Galindo de Casanova    | ? -2003                     |
| IV                            | Manuel Galindo Widenmann      | 2004-actual titular         |

## Història
- Francesc Verntallat, I vescomte d'Hostoles.

Rehabilitat el 1928 per:
- Mercè de Casanova i de Ferrer, II vescomtessa d'Hostoles.

1. Casà amb Manuel Galindo y Galindo. El succeí el seu fill:

- Manuel Galindo de Casanova (.-2003), III vescomte d'Hostoles.

1. Casà amb Bergitt Alice Windermann Lindstrom. El succeí el seu fill:

- Manuel Galindo Widenmann, IV vescomte d'Hostoles.